# Caladenia villosissima
Caladenia villosissima é uma espécie de orquídea geófita, família Orchidaceae, de Vitória. na Austrália,  onde cresce em grupos esparsos ou ocasionalmente grandes colônias, em bosques, ou locais de vegetação arbustiva,  charnecas, e afloramentos de granito, em áreas de solo bem drenado mas ocasionalmente em áreas sazonalmente alagadiças.
São plantas com uma única folha basal pubescente com marcas proeminentes púrpura perto da base, e uma inflorescência rija, fina e densamente pubescente, com uma ou poucas flores, que vagamente lembram uma aranha, muito estreitas, caudadas, e bem esparramadas, normalmente pendentes. Em conjunto formam grupo bem vistoso quando sua floração é estimulada por incêndios de verão.
Pertence a um grupo de cerca de vinte espécies, tratadas por David Jones como Green-Comb Spider Orchid do gênero Arachnorchis, que distingue-se dos outros grupos de Caladenia por apresentar diferente tipo de pubescência nas folhas e inflorescências, labelo verde com extremidade marrom, raramente pendurado firmemente, mas sim delicadamente, de modo que treme com o mais leve movimento, com dentes laterais verdes e muito longos lembrando um pente, de onde o nome da alliance; flores verdes a amareladas com listas centrais longitudinais.

## Publicação e sinônimos
- Caladenia villosissima (G.W.Carr) Hopper & A.P.Br., Austral. Syst. Bot. 17: 198 (2004).

Sinônimos homotípicos:
- Caladenia dilatata subsp. villosissima G.W.Carr, Indig. Fl. Fauna Assoc. Misc. Pap. 1: 3 (1991).
- Arachnorchis villosissima (G.W.Carr) D.L.Jones & M.A.Clem., Orchadian 13: 400 (2001).